# Белгородский регион Юго-Восточной железной дороги
Белгородский регион Юго-Восточной железной дороги — территориальное управление в составе Юго-Восточной железной дороги ОАО «РЖД». Пути и инфраструктура находятся на территориях Белгородской и Липецкой областей, а также частично на территориях Воронежской и Курской областей. Всего в подчинении Белгородского региона находятся 140 станций.

## Территория
Белгородский регион граничит:
- с Лискинским регионом ЮВЖД:

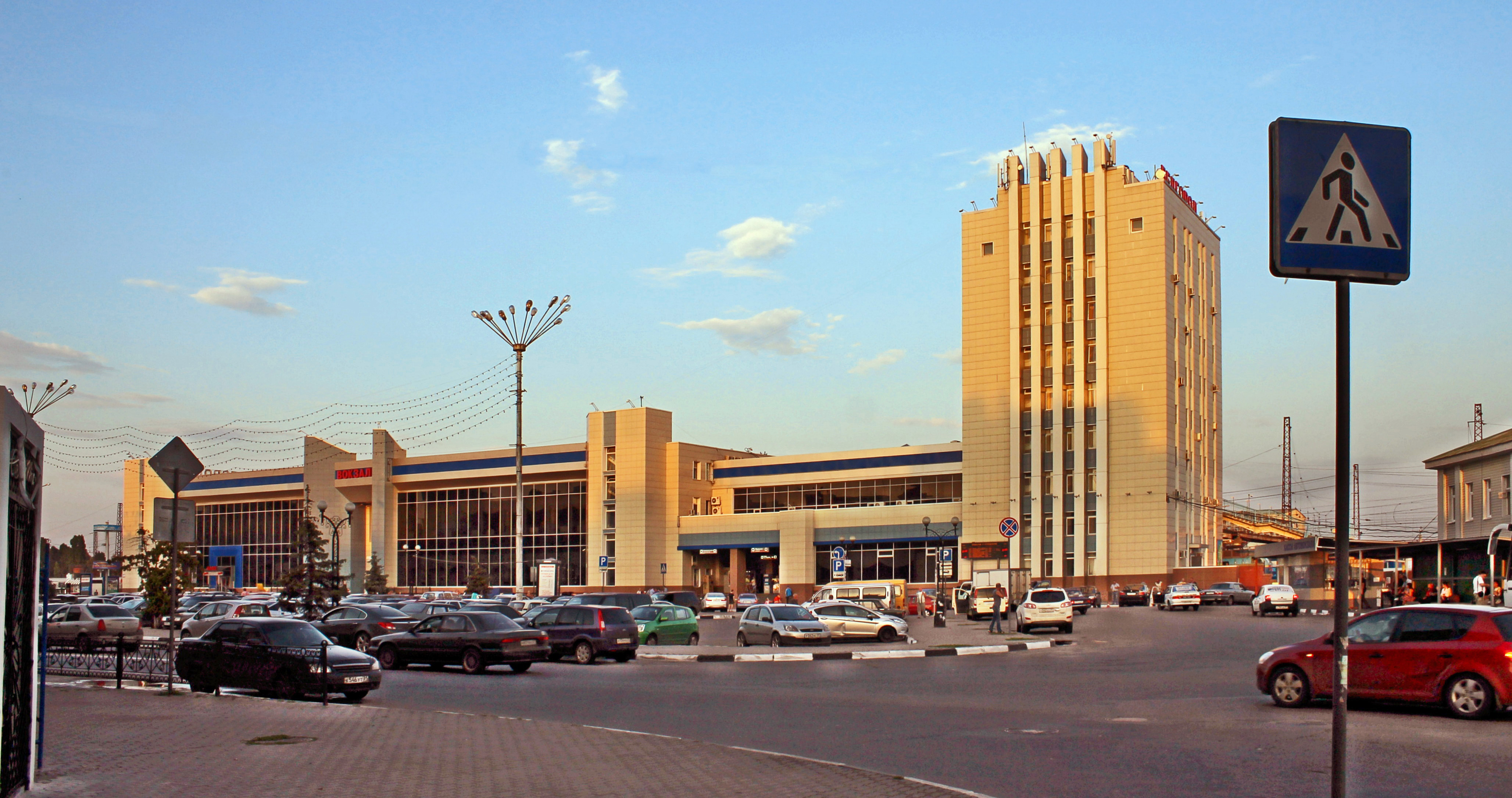
Вокзал на станции Белгород, вид со стороны города

  - по ст. Касторная-Новая (включая её) — на перегонах Касторная-Новая — Рзд. 156 км и Касторная-Новая — Пост 153 км,
  - по ст. Засимовка (включая её) — на линии Валуйки — Лиски,

- с Мичуринским регионом ЮВЖД:
  - по ст. Грязи-Орловские (исключая её) — на линии Елец — Грязи
  - по ст. Коллективист (включая её) — на линии Лев Толстой — Елец

- с Московской ЖД:
  - по ст. Ефремов (исключая её) — на линии Елец — Узловая I с Тульским регионом МЖД
  - по ст. Елец (включая её, с запада) — на линии Елец — Орёл с Орловско-Курским регионом МЖД,
  - по ст. Курск (исключая её, с юга) — на линии Курск — Белгород с Орловско-Курским регионом МЖД,
  - по ст. Готня (включая её) — на линии Льгов-Киевский — Готня с Орловско-Курским регионом МЖД,

- с Украинскими ЖД:
  - по ст. Илек-Пеньковка (включая её) — на линии Готня — Басы с Сумской дирекцией Южной ЖД,
  - по ст. Хотмыжск (включая её) — на линии Готня — Харьков с Харьковской дирекцией Южной ЖД,
  - по ст. Наумовка (включая её) — на линии Белгород — Харьков-Пассажирский с Харьковской дирекцией Южной ЖД,
  - по ст. Нежеголь (включая её) — на линии Белгород — Купянск-Узловой с Харьковской дирекцией Южной ЖД,
  - по ст. Уразово (включая её) — на линии Валуйки — Купянск-Узловой с Харьковской дирекцией Южной ЖД,
  - по рзд. Выстрел (включая его) — на линии Валуйки — Кондрашёвская-Новая с Донецкой ЖД,

Территория Белгородского региона включает следующие линии:
- Льгов-Киевский — Готня (частично)
- Готня — Басы (частично)
- Готня — Хотмыжск
- Курск — Белгород (частично)
- Белгород — Харьков (частично)
- Белгород — Волчанск (частично)
- Сараевка — Старый Оскол
- Ефремов — Елец (частично)
- Елец — Грязи (частично)
- Елец — Старый Оскол — Валуйки
- Валуйки — Лиски (частично)
- Валуйки — Купянск-Узловой (частично)
- Валуйки — Кондрашёвская-Новая (частично)

## Инфраструктура

### Локомотивные и моторвагонные депо
| Номер     | Название     | Статус   | Станция      | Нас. пункт   |
| --------- | ------------ | -------- | ------------ | ------------ |
| ТЧЭ-1     | Белгород     | Работает | Белгород     | Белгород     |
| ТЧЭ-2     | Старый Оскол | Работает | Старый Оскол | Старый Оскол |
| ТЧЭ-6     | Валуйки      | Работает | Валуйки      | Валуйки      |
| ТЧЭ-14    | Елец         | Работает | Елец         | Елец         |
| ТЧПриг-1  | Белгород     | Работает | Белгород     | Белгород     |
| ТЧПриг-6  | Елец         | Работает | Елец         | Елец         |
| ТЧПриг-10 | Валуйки      | Работает | Валуйки      | Валуйки      |
| ТЧПриг-15 | Старый Оскол | Работает | Старый Оскол | Старый Оскол |

### Дистанции пути
- Белгородская дистанция пути (ПЧ-5)
- Лев Толстовская дистанция инфраструктуры (ИЧ-1)
- Старооскольская дистанция пути (ПЧ-19)
- Елецкая дистанция пути (ПЧ-15)
- Валуйская дистанция пути (ПЧ-26)

### Дистанции сигнализации, централизации, блокировки и связи
- Сараевская дистанция СЦБ (ШЧ-3)
- Белгородская дистанция СЦБ (ШЧ-4)
- Старооскольская дистанция СЦБ (ШЧ-6)
- Елецкая дистанция СЦБ (ШЧ-9)
- Валуйская дистанция СЦБ (ШЧ-17)

### Дистанции электрификации и энергоснабжения
- Белгородская дистанция электрификации и электроснабжения (ЭЧ-6)
- Старооскольская дистанция электрификации и электроснабжения (ЭЧ-7)
- Валуйская дистанция электрификации и электроснабжения (ЭЧ-8)
- Елецкая дистанция электрификации и электроснабжения (ЭЧ-9)

### Дистанции гражданских сооружений
- Белгородская дистанция гражданских сооружений
- Старооскольская дистанция гражданских сооружений
- Елецкая дистанция гражданских сооружений
- Валуйская дистанция гражданских сооружений

## Органы управления
Органы управления расположены по адресу: 3088001, город Белгород, ул. Вокзальная, 1